# Skala góralska
Skala góralska – skala muzyczna charakterystyczna dla regionów górskich. Występuje również pod innymi nazwami (wałaska, słowiańska, podhalańska, pasterska, Alphornleiter, trombitowa).
Na ogół definiowana jako siedmiostopniowa skala muzyczna (chociaż pojawiały się definicje skali góralskiej jako ośmiostopniowej) z półtonami między stopniami IV-V i VI-VII.
Odległości między poszczególnymi stopniami są następujące:
| Stopnie  | Odległość      |
| -------- | -------------- |
| I-II     | sekunda wielka |
| II-III   | sekunda wielka |
| III-IV   | sekunda wielka |
| IV-V     | sekunda mała   |
| V-VI     | sekunda wielka |
| VI-VII   | sekunda mała   |
| VII-VIII | sekunda wielka |

## Pochodzenie skali
W literaturze często zwraca się uwagę na związek między skalą góralską a naturalną skalą akustyczną aerofonów prostych (kwarta zwiększona), co nie wyklucza oddziaływania również innych czynników dedydujących o ostatecznym kształcie skali lub jej utrwaleniu w ludowej praktyce muzycznej.

## Znaczenie muzyczne
Na tej skali oparta duża część muzyki góralskiej (konkretnie podhalańskiej). Są to jednak najstarsze „nuty” (pieśni), późniejsze były tworzone głównie na bazie skali molowo-durowej. „Nuty” oparte na skali góralskiej to przede wszystkim te, które grywał (ale prawdopodobnie przekazał, nie skomponował) Jan Krzeptowski „Sabała”.
Do kompozytorów wykorzystujących skalę góralską należał przede wszystkim Karol Szymanowski, twórca baletu Harnasie.